# Diane Williams
Diane Williams (ur. 14 grudnia 1960 w Chicago) – amerykańska lekkoatletka, sprinterka, brązowa medalistka mistrzostw świata z Helsinek w biegu na 100 m, złota medalistka mistrzostw świata (sztafeta 4 × 100 metrów, Rzym 1987). Zdobyła także srebrny medal igrzysk panamerykańskich w Indianapolis.

## Rekordy życiowe
- bieg na 100 metrów 10,86 s Indianapolis, 16 lipca 1988